# ماندوکورو
ماندوکورو (انگلیسی: Mandokoro) یک لقب اشرافی در ژاپن باستان بود. کیتا نو ماندوکورو همچنین یک لقب افتخاری بود که برای همسران کانپوها و سشوها بکار برده می‌شد.